# Aspidimorpha vietnamica
Aspidimorpha vietnamica es un coleóptero de la familia Chrysomelidae. Fue descrita en 1982 por Medvedev & Eroshkina.